# The/Das
The/Das ist ein Musikprojekt von Fabian Fenk und Anton K. Feist (* 1978), ehemals Bodi Bill, das seit 2012 besteht. Ihren Sound, den sie als Duo schaffen, nennen sie selbst „Techno Tenderness“.
The/Das als Bandname soll dabei eine neutrale Bedeutung verleihen und in keine bestimmte Richtung verweisen.

## Geschichte
Nachdem 2011 Bodi Bill auf Eis gelegt wurde, starteten Fabian und Anton 2012 gemeinsam das Projekt The/Das und Alex Stolze gründete die Band UNMAP. Im selben Jahr erschien die EP Fresh Water bei dem italienischen Label Life and Death und enthält unter anderem auch zwei Remixe des Techno-Duos „Tale of Us“.
2013 wurde das fünf Titel umfassende Minialbum Speak Your Mind Speak bei dem Berliner Label Sinnbus veröffentlicht. Das Debütalbum Freezer mit 8 Stücken wurde ein Jahr später herausgebracht.
Das Musikvideo zu der Single My Made Up Spook entstand auf der Indienreise von Sänger Fabian Fenk.
Auf der Bühne holen sich Fabian und Anton noch Verstärkung durch den Schlagzeugspieler der Band Apparat Jörg Wähner und außerdem dem DJ Thomalla.
Neben den Auftritten mit The/Das ist Fenk als DJ unterwegs und Feist arbeitet als Filmtonmeister.

## Diskografie
- 2012: Fresh Water (EP mit Tale of Us und Clockwork; Life and Death)
- 2013: Outfashioned (EP; Life and Death)
- 2013: Speak Your Mind Speak (Minialbum; Sinnbus)
- 2013: Mind Speak Remixes (Remix EP; Krakatau Records)
- 2014: Freezer (LP; Sinnbus)